# Bermuda Race
Das Bermuda Race, oder auch Newport-Bermuda-Race genannt, ist eine Hochseeregatta vom Brenton Reef bei Newport (Rhode Island) nach Hamilton auf der Bermudainsel Hamilton Island. 
Das 647 Seemeilen lange Rennen wird seit 1906 alle zwei Jahre Mitte Juni vom Royal Bermuda Yacht Club (RBYC) und dem Cruising Club of America (CCA) veranstaltet. Die Teilnehmer segeln die meiste Zeit ohne Landsicht. Sie durchqueren den Golfstrom und benötigen für die Strecke in der Regel zwischen drei und sechs Tagen.
Das erste Rennen im Jahr 1906 wurde von der Yawl Tamerlane (11 m) geskippert von Frank Maier in einer Zeit von 126 Stunden gewonnen. Der aktuelle Rekord von 54 Stunden wurde von der Yacht Pyewacket im Jahr 2002 aufgestellt.
Eng verbunden mit dem Newport-Bermuda-Race ist die Regattaserie Onion Patch. Diese Wettfahrtserie rundet das Hochseerennen zu den Bermuda Inseln ab. 
Die Onion Patch Regattaserie besteht aus drei Teilen:
- die jährliche Regatta des New York Yacht Club auf dem Atlantik vor Newport ein Wochenende vor dem Newport-Bermuda-Race
- das Newport-Bermuda-Race selbst
- zwei Wettfahrten in der großen Bucht (Great Sound) vor Hamilton (Bermuda) am Mittwoch nach dem  Newport-Bermuda-Race

Das erste Onion Patch wurde 1964 veranstaltet, ursprünglich eine Regatta ähnlich dem Admiral’s Cup mit Teamyachten. Ein Team besteht aus drei Yachten, die einen Segelclub vertreten. Heute gibt es sowohl eine Einzel- als auch eine Teamwertung.